# Schizotricha polaris
Schizotricha polaris is een hydroïdpoliep uit de familie Halopterididae. De poliep komt uit het geslacht Schizotricha. Schizotricha polaris werd in 1960 voor het eerst wetenschappelijk beschreven door Naumov. 